# Adam Górski (prawnik)
Adam Stanisław Górski (ur. 15 listopada 1975) – polski prawnik, karnista, nauczyciel akademicki, specjalista w zakresie postępowania karnego i prawa medycznego, profesor nadzwyczajny Uniwersytetu Jagiellońskiego, wykładowca Wydziału Prawa i Administracji Uniwersytetu Jagiellońskiego w Krakowie, kierownik Zakładu Prawa Medycznego i Deontologii Lekarskiej na Uniwersytecie Medycznym w Białymstoku.

## Życiorys
W 1999 r. ukończył studia na kierunku prawo na Wydziale Prawa i Administracji Uniwersytetu Warszawskiego. Prowadził zajęcia na Wyższej Szkole Administracji Publicznej im. Stanisława Staszica w Białymstoku. W latach 2003–2004 pracował w Katedrze Prawa Karnego na Uniwersytecie w Białymstoku, natomiast od 1 października zatrudniony na Uniwersytecie Jagiellońskim w Katedrze Postępowania Karnego. Odbył staże i pobyty naukowe za granicą. Dwukrotny stypendysta Fundacji Alexandra von Humboldta, jak również Towarzystwa Maxa Plancka. Wykładowca studiów podyplomowych, m.in. z zakresu prawa karnego procesowego, prawa karnego materialnego i procesowego oraz prawa medycznego. Od 2011 r. pracuje również w Sądzie Najwyższym jako ekspert prawny. Od zatrudniony jako adiunkt w Zakładzie Prawa Medycznego i Deontologii Lekarskiej, na Wydziale na Uniwersytecie Medycznym w Białymstoku. W latach 2012–2016, 2017–2020 jeden z rzeczników dyscyplinarnych do spraw nauczycieli akademickich Uniwersytetu Jagiellońskiego.

## Działalność naukowa
Od 1991 zatrudniony jako asystent, a od 1997 jako adiunkt w Katedrze Postępowania Karnego. 27 czerwca 2003 r. uzyskał na Uniwersytecie w Białymstoku stopień doktora nauk prawnych na podstawie rozprawy doktorskiej pt. „Ekstradycja w kontekście praw człowieka” (promotor: Piotr Hofmański). 24 października 2011 uzyskał na Uniwersytecie Jagiellońskim stopień naukowy doktora habilitowanego na podstawie monografii: „Europejskie ściganie karne. Zagadnienia ustrojowe”.
Specjalizuje się w problematyce dotyczącej europejskiego ścigania w sprawach karnych, praw uczestników postępowania karnego oraz prawa medycznego. Promotor w przewodach doktorskich (3 obronione doktoraty) i recenzent w sprawie nadania stopni naukowych. W marcu 2019 r. wszczęto na Wydziale Prawa i Administracji UJ postępowanie w celu nadania tytułu profesora. W czerwcu 2019 r. Centralna Komisja ds. Stopni i Tytułów powołała komisję w celu nadania tytułu profesora nauk prawnych i 7 sierpnia 2021 r. prezydent Andrzej Duda nadał mu tytuł profesora nauk prawnych, na podstawie dorobku naukowego i publikacji: 'Wykonywanie zawodu lekarza a prawo karne”.
Kierownik lub wykonawca w grantach naukowych: m.in. grant: „Europejski nakaz aresztowania i jego funkcjonowanie w Unii Europejskiej” (2005–2008) oraz „Pozaprocesowe pozyskiwanie dowodów i ich wykorzystywanie w procesie karnym” (2013–2015). Członek w komitetach i radach naukowych: Progress in Health Sciences, deputy editor (medical law) Przegląd Prawa Medycznego (członek Rady Naukowej) Wrongful Conviction Law Review (członek Rady Naukowej).

## Wybrane publikacje
- Zwalczanie przestępczości w Unii Europejskiej. Współpraca sądowa i policyjna w sprawach karnych. Pod red. A. Górskiego i A. Sakowicza. LexisNexis, Warszawa, 2006.
- Regulacje prawne w ochronie zdrowia. Pod red. A. Górskiego i P. Dzienisa. Wydawnictwo WSAP, Białystok 2006.
- The European Arrest Warrant and its Implementation in the Member States of the European Union. Pod red. A. Górskiego i P. Hofmańskiego. Wydawnictwo C.H. Beck, Warszawa 2008
- Europejskie ściganie karne. Zagadnienia ustrojowe. (monografia habilitacyjna). Wolters Kluwer, Warszawa 2010, s. 500.
- Kodeks postępowania karnego. Komentarz, wyd. C. H. Beck, Warszawa 2020, wydanie II, ISBN 978-83-8158-934-5 (autor kilku rozdziałów)
- System prawa karnego procesowego, pod red. Piotra Hofmańskiego, wyd. Wolters Kluwer (autor kilku rozdziałów).
- Leksykon prawa medycznego. 100 podstawowych pojęć (redaktor) wyd. C.H. Beck, Warszawa 2018, ISBN 978-83-255-3858-3.
- Standard wykonywania zawodów medycznych (współautor), wyd. C.H. Beck, Warszawa 2019, ISBN 978-83-8158-441-8.
- Wykonywanie zawodu lekarza a prawo karne, wyd. Wolters Kluwer 2019, s. 400, ISBN 978-83-8160-353-9.

Autor bądź współautor ponad 150 publikacji z różnych dziedzin prawa karnego, postępowania karnego i prawa medycznego.